# Нордклайфриск

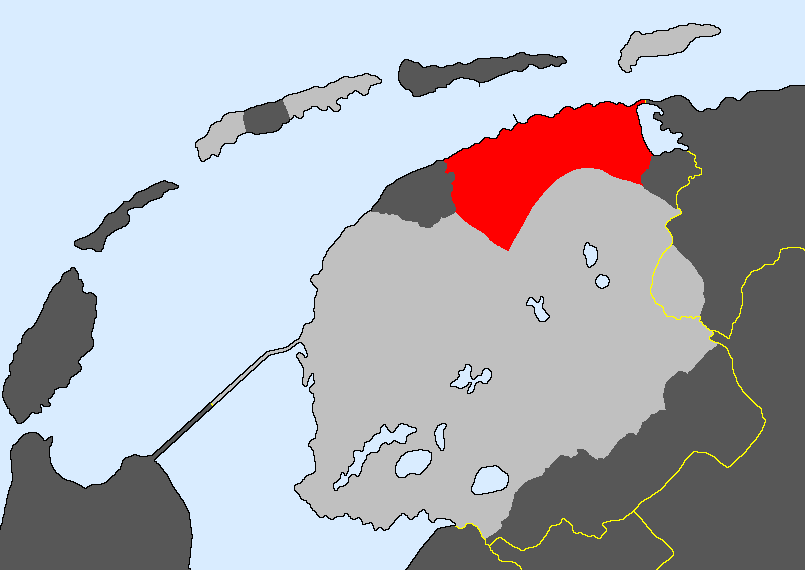
Положение диалекта нордклайфриск в ареале западнофризского языка.

Нордклайфриск (з.-фриз. Noardhoeksk, также з.-фриз. Noardklaaifrysk) — один из четырёх основных диалектов западнофризского языка. На нём говорят на северо-востоке провинции Фрисландия, в области, которая примерно ограничена бывшим заливом Лауверсмер на востоке, Ваттовым морем на севере, регионом Хет-Билдт на западе и воображаемой линией от Леувардена через Бюрдард и Доккюм до Ингвиэррюма на юге. Согласно оценке, основанной на данных за 2004 год, около 39000 человек в провинции Фрисландия говорят на этом диалекте; сколько фризов говорят на нордклайфриск за пределами провинции, неясно.

## Особенности
Нордклайфриск настолько мало отличается от клайфриск, что иногда рассматривается как его северный вариант, а не как самостоятельный основной диалект западнофризского языка. Самое большое различие между нордклайфриск и клайфриск (и стандартным западнофризским) состоит в том, что в дополнение к древнефризской и новофризской рефракциям в нордклайфриск появилась третья рефракционная форма, так называемая Донгерадилская рефракция. Вследствие этого в нордклайфриск говорят, например, muolle вместо стандартного «mûle», buosse вместо «bûse» и buotter вместо «bûter».

## Положение среди других западнофризских диалектов
По своему происхождению нордклайфриск является переходной формой между клайфриск и воуденфриск. Кроме того, как это ни парадоксально, западный вариант нордклайфриск, граничащий с основной территорией клайфриск, меньше похож на клайфриск, чем восточный вариант нордклайфриск. Это объясняется тем, что воуденфриск постепенно переходит в нордклайфриск в районе между Леуварденом и Доккюмом, но не восточнее Доккюма. Так, например, для названия пятого пальца к западу от Доккюма используется форма воудефриск tûme, а к востоку от Доккюма — форма клайфриск tomme. Кроме того, существуют также словоформы, которые обычно характерны для воуденфриск, но используются по всей территории распространения нордклайфриск, например riuwe (на клайфриск — harke).